# Novena

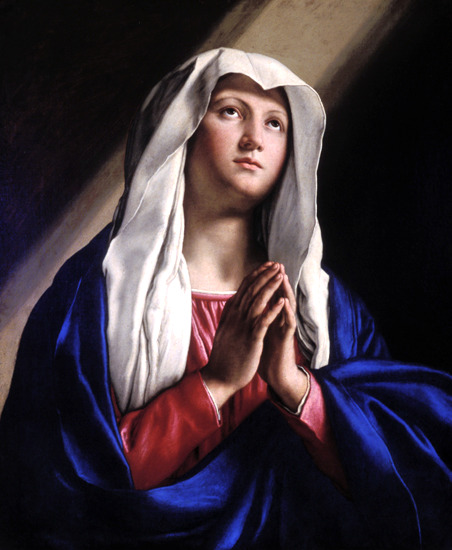
Vergine in preghiera in un dipinto di Giovanni Battista Salvi (XVII secolo).

La novena è un'attività di devozione cristiana che consiste principalmente nel recitare preghiere (come il rosario) ripetute per nove giorni consecutivi a Dio o a un santo o ai defunti, prima della ricorrenza della loro festa o anche svincolata da una ricorrenza. Il suo nome proviene dal latino medievale novenus (nono). In forma comunitaria la novena è celebrata per la preparazione di una ricorrenza solenne, come il Natale o la Pentecoste, o anche solo per richiedere particolari grazie.
La pratica trae ispirazione dagli Atti degli Apostoli (1,14), dove viene descritto come la Madonna e gli Apostoli pregarono in modo assiduo e concorde nei nove giorni compresi tra l'Ascensione di Gesù e la discesa in terra dello Spirito Santo durante la Pentecoste.
Benché sia una pratica eminentemente cattolica, si ritrova tuttora in alcune comunità di confessioni protestanti.

## Novene comuni

### Novena alla Madonna Immacolata
La novena alla Madonna Immacolata inizia il 29 novembre e si conclude il 7 dicembre, giorno della vigilia della solennità dell'Immacolata Concezione.

### Novena di Natale
La novena di Natale inizia il 16 dicembre e si conclude il giorno della vigilia. Durante questa Novena, che richiama i nove mesi di Gesù in seno di Maria, ci si rivolge in preghiera per invocare la venuta di Gesù, così com'era stato profetizzato nell'Antico Testamento. La novena è a volte accompagnata da tradizioni che comprendono l'esecuzione di brani musicali eseguiti tradizionalmente dagli zampognari di fronte a presepi pubblici.

### Novena di Pentecoste
La novena di Pentecoste, istituita da papa Leone XIII, si rivolge allo Spirito Santo per richiedere l'unità dei cristiani. Si recita tra la solennità dell'Ascensione e quella della Pentecoste.

### Novena alla Divina Misericordia
La novena alla Divina Misericordia, ispirata alla Santa Faustina Kowalska, inizia il Venerdì Santo e termina il sabato prima della Festa della Misericordia.

### Novena dei morti
La novena in preparazione alla commemorazione dei defunti inizia il 24 ottobre e termina il 1º novembre, vigilia della commemorazione dei defunti.